# Мохноногий вампир
Мохноногий вампир (лат. Diphylla ecaudata) — летучая мышь семейства листоносых, обитающая в Центральной и Южной Америке. Единственный вид рода Diphylla.

## Внешний вид и строение
Длина головы и тела от 69 до 82 мм, длина предплечья 49—56 мм, длина ступни от 15 до 18 мм, длина ушей от 16 до 18 мм и вес до 33 г. Шерсть длинная и мягкая. Верх тела серовато-бурый, низ серый. Уши короткие, широкие и округлые. Глаза относительно крупные. Хвоста нет. Зубная формула: 2/2, 1/1, 1/2, 2/2 = 26. Верхние резцы крупные и острые. Кариотип 2n = 28.

## Экология
Днюют в пещерах и шахтах, реже в дуплах деревьев, как правило, в небольших группах до 13 особей, хотя группа из более чем 500 особей была найдена в пещере в Пуэбла (Мексика). Делятся между собой пищей, отрыгивая её в рот.
Мохноногий вампир имеет хорошее зрение, но плохо развитую способность к эхолокации. Размножаются два раза в год, в любой сезон. В основном питаются кровью птиц. Также могут нападать на скот. В отличие от других вампировых, спокойно позволяет людям брать себя в руки.

## Распространение и места обитания
Встречается в следующих государствах: Белиз, Боливия, Бразилия, Колумбия, Коста-Рика, Эквадор, Сальвадор, Гватемала, Гондурас, Мексика, Никарагуа, Панама, Перу, США, Венесуэла. Обитает до высоты 1900 м над уровнем моря во всех типах лесов, в основном в низинах.